# Michał Nalewajek
Michał Nalewajek (ur. 15 grudnia 1992) – polski sportowiec, szermierz uprawiający szermierkę na wózkach, medalista igrzysk paraolimpijskich, mistrzostw świata i Europy.

## Życiorys
Urodził się z mózgowym porażeniem dziecięcym i niewydolnością nerek. Zaczął uprawiać szermierkę na wózkach w Integracyjnym Klubie Sportowym AWF Warszawa, specjalizując się we florecie i w szpadzie i startując w kategorii A. Pierwszy sukces międzynarodowy odniósł w 2014, zajmując pierwsze miejsce we florecie indywidualnie na młodzieżowych mistrzostwach świata. Od tegoż roku zdobywał medale w turniejach drużynowych na mistrzostwach Europy i świata.
W 2016 zadebiutował na Letnich Igrzyskach Paraolimpijskich w Rio de Janeiro. Indywidualnie zajął piąte miejsce we florecie w kat. A. Wywalczył natomiast dwa medale w konkurencjach drużynowych – srebrny we florecie (z Dariuszem Penderem i Jackiem Gaworskim) oraz brązowy w szpadzie (z Dariuszem Penderem i Kamilem Rząsą). Uczestniczył również w kolejnych igrzyskach w Tokio w 2021 oraz Paryżu w 2024.
Odznaczony Srebrnym Krzyżem Zasługi (2016).